# یانا آندرسیکووا
یانا آندرسیکووا (چکی: Jana Andresíková؛ ‏ ۲ آوریل ۱۹۴۱ – ۱۹ اکتبر ۲۰۲۰) بازیگر و صداپیشه اهل جمهوری چک بود.
از فیلم‌ها یا برنامه‌های تلویزیونی که وی در آن نقش داشته‌است، می‌توان به بفرمایید شام، والری و هفته عجایبش، و مرد جوان و موبی دیک اشاره کرد.
وی در سن ۷۹ سالگی به دلیل عوارض ناشی از بیماری کروناویروس درگذشت.